# GDDR5

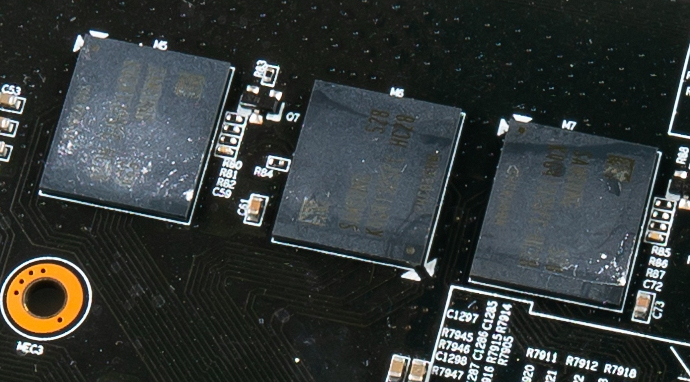
GDDR5 w karcie graficznej 980Ti

GDDR5 (Graphic Double Data Rate v5) – typ pamięci RAM przeznaczony dla kart graficznych, następca pamięci GDDR3 (produkująca pamięci firma Qimonda zrezygnowała z produkcji GDDR4 z powodu niewielkich różnic wydajności pomiędzy nimi a GDDR3). Pamięci te charakteryzują się trzykrotnie wyższą wydajnością niż pamięci GDDR3.
GDDR5 zostało wprowadzone przez firmę Samsung Electronics w lipcu 2007 r. Masowa produkcja pamięci GDDR5 rozpoczęła się w styczniu 2008 roku, około 2011 roku pamięci GDDR5 zajęły pozycję pamięci GDDR3. Zgodnie z informacjami podawanymi przez firmę Qimonda, jednego z największych producentów pamięci graficznych, wartość sprzedaży dla samego rynku PC dla tych pamięci osiągnęła 1,5 miliarda dolarów.
Pamięci pojawiły się w procesie technologicznym 75 nm, z efektywną częstotliwością taktowania 3,5 GHz w górę. Pierwszą kartę graficzną Radeon HD 4870/4870x2 opartą na GDDR5 wprowadziła firma AMD/ATI.
W styczniu 2016 r. JEDEC ustandaryzował pamięć GDDR5X. GDDR5X osiąga szybkość transferu od 10 do 14 Gbit/s na pin, czyli dwukrotnie większą niż GDDR5.